# ميتروشن (سيرري)
ميتروشن (Μητρούσιον) هي مدينة في سيرري في مقاطعة فوريا إلادا في اليونان.